# Gruppo dell'argirodite
Il gruppo dell'argirodite è un gruppo di minerali aventi come formula chimica generale:
Am+(12-n-y)/mDn+X2-6-yZ-y
dove:
- A: rame (Cu), argento (Ag), cadmio (Cd), mercurio (Hg)
- D: gallio (Ga), silicio (Si), germanio (Ge), stagno (Sn), fosforo (P), arsenico (As)
- X: zolfo (S), selenio (Se), tellurio (Te)
- Z: cloro (Cl), bromo (Br), iodio (I)

Di questo gruppo sono noti molti composti sintetici, di particolare interesse scientifico a causa delle loro proprietà termoelettriche.

## Minerali del gruppo dell'argirodite
- Alburnite
- Argirodite
- Canfieldite
- Putzite
- Spryite